# Zambezisolfågel
Zambezisolfågel (Cinnyris shelleyi) är en fågel i familjen solfåglar inom ordningen tättingar.

## Utseende och läte
Häckande hane zambezisolfågel är gläsande grön på huvud och övergump, röd i ett band över bröstet och i övrigt svart undertill. Utanför häckningstid är undersidan gråaktig. Honan är streckad under. Hanen liknar maricosolfågeln och purpurbandad solfågel, men har klarrött snarare än rödbrun- eller purpurfärgat bröstband. Utanför häckningstid liknar hanen östlig miombosolfågel, men har grön snarare än blå övergump. Sången består av en snabb ramsa typisk för solfåglar, medan det vanligaste lätet är ett upprepat "tyimp".

## Utbredning och systematik
Zambezisolfågel delas in i två underarter med följande utbredning:
- Cinnyris shelleyi shelleyi – sydöstra Demokratiska republiken Kongo till sydöstra Tanzania, östra Zambia, Malawi och norra Moçambique
- Cinnyris shelleyi hofmanni – östra Tanzania (floderna Ruvu och Pangani till Morogoro-regionen)

## Status
Arten har ett stort utbredningsområde och beståndet anses vara stabilt. Internationella naturvårdsunionen IUCN listar den därför som livskraftig (LC). Notera dock att IUCN inkluderar ruvusolfågeln i bedömningen.

## Namn
Fågelns vetenskapliga artnamn hedrar George Ernest Shelley (1840-1910), kapten i British Army, geolog, ornitolog och samlare av specimen.